# 彼得·法拉利
彼得·約翰·法拉利（英語：Peter John Farrelly，1956年12月17日—）是一名美國男導演、編劇和製片人。他和弟弟巴比合稱為法拉利兄弟，並時常製作古怪、略有冒犯性的喜劇及愛情喜劇電影；較著名的如《阿呆與阿瓜》（1994年）、《哈啦瑪莉》（1998年）、《一個頭兩個大》（2000年）、《情人眼裡出西施》（2001年）與《七日之癢》（2007年）。2018年，他自編自導的喜劇劇情片《幸福綠皮書》贏得了奧斯卡最佳影片、最佳原创剧本及金球獎最佳劇本。

## 早期生活
彼得·法拉利出生於賓西法尼亞州菲尼克斯維爾，母親瑪麗安（Mariann）的娘家姓為內亞里（Neary），是名職業護士，而父親勞勃·李歐·法拉利（Robert Leo Farrelly）則是名醫生。法拉利的弟弟巴比也是名電影人，兩人時常共同合作。他的祖父母是愛爾蘭移民。
法拉利和弟弟皆在羅得島州坎伯蘭長大。他於1975年畢業於肯特學院，後從普洛威頓斯學院畢業。

## 外部連結
- 彼得·法拉利在互联网电影资料库（IMDb）上的資料（英文）